# Премия «Грэмми» за лучший танцевальный/электронный альбом
Премия «Грэмми» за лучший танцевальный/электронный альбом (англ. Grammy Award for Best Dance/Electronic Album) вручается за «художественные достижения, техническое мастерство и значительный вклад в развитие звукозаписи без учёта продаж альбома и его позиции в чартах» ежегодно с 2005 года в жанрах электронной и танцевальной музыки. Для получения награды вокальный или инструментальный альбом должен содержать не менее 51 % новых вокальных или электронных/танцевальных записей. Компиляции или альбомы ремиксов не подходят для данной категории.
Впервые премия была присуждена в 2005 году на 47-й церемонии вручения наград «Грэмми» британскому хаус-дуэту Basement Jaxx за работу над альбомом Kish Kash.

## История
За историю вручения награды с 2005 года, категория несколько раз меняла название:
- С 2005—2011 категория называлась «Best Electronic/Dance Album»
- С 2012—2014 категория называлась «Best Dance/Electronica Album»
- С 2015 категория называется «Best Dance/Electronic Album»

В июне 2014 года Академия объявила о небольшой смене названия категории с Dance/Electronica на Dance/Electronic. Было решено, что «название для этого жанра эволюционировало, а его обновление наиболее точно представляет направление жанра на данный момент».
Альбомы «The Fame» Леди Гаги (2010) и «Renaissance» Бейонсе (2023) — единственные пластинки, которые также номинировались в главной категории «Альбом года», в то время как Daft Punk смогли выиграть в обеих категориях с альбомом «Random Access Memories» в 2014 году.

## Список победителей и номинантов
| Год  | Лауреат(ы) | Страна         | Альбом                                       | Номинанты | Прим. |
| ---- | --- | -------------- | -------------------------------------------- | --- | ----- |

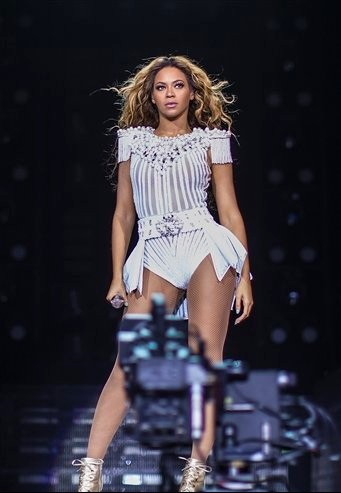
Бейонсе, лауреат 2023 года, первая афроамериканская артистка, одержавшая победу в этой категории

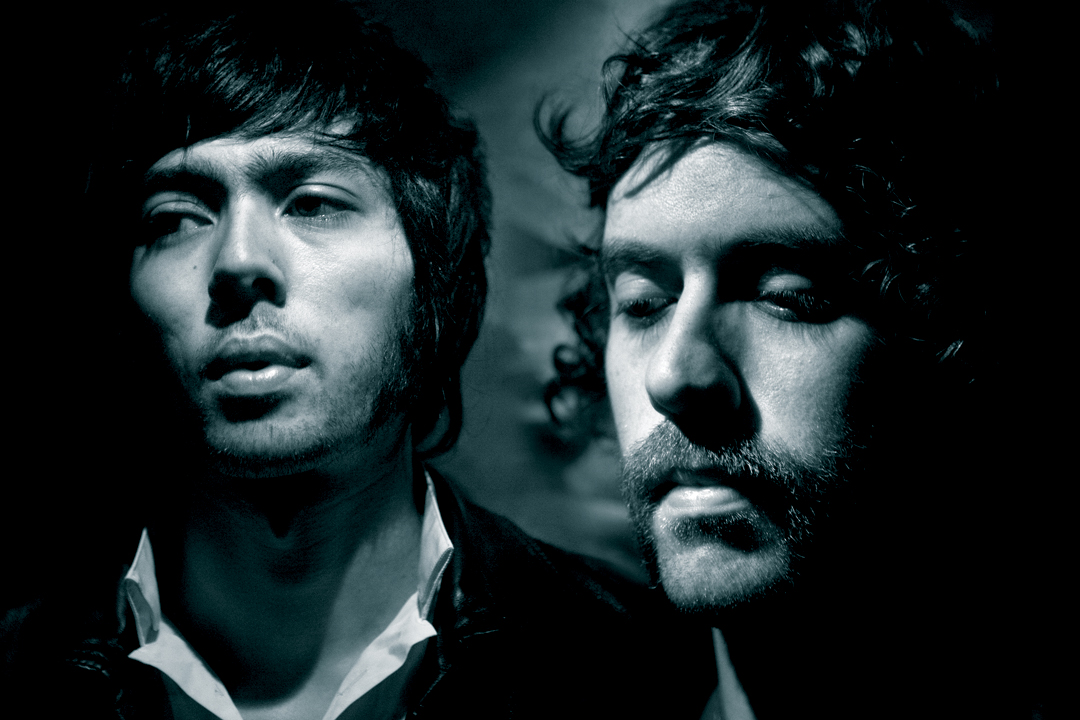
Френч-хаус-дуэт Justice, лауреаты 2019 года

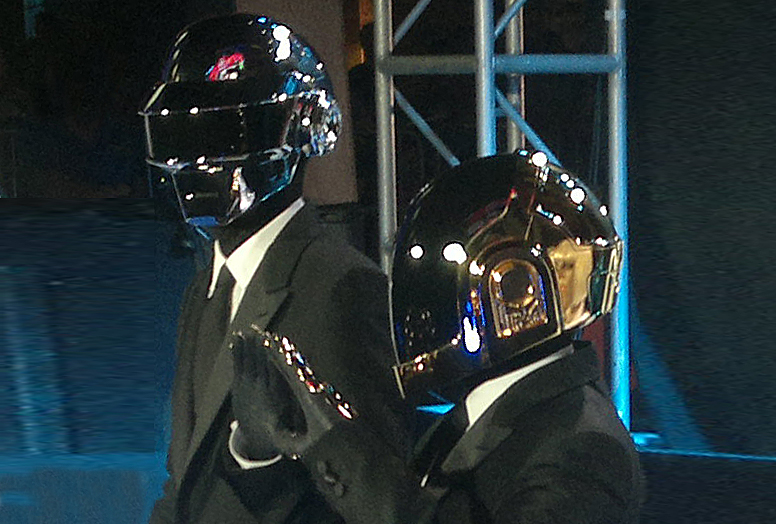
Daft Punk, лауреаты 2014 года, единственные победители этой категории, которые также выиграли в главной категории «Альбом года»

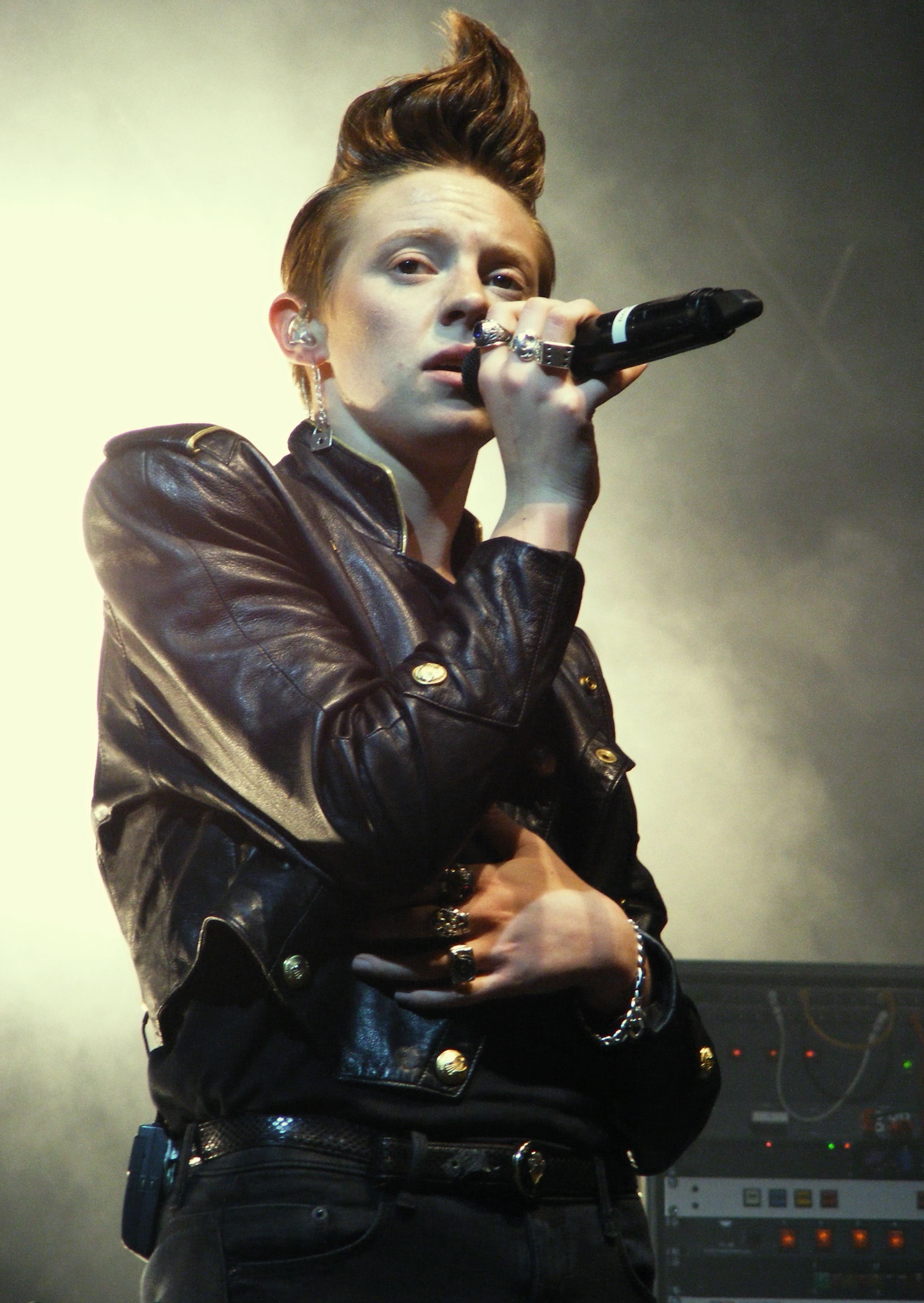
Элли Джексон, вокалистка дуэта La Roux, лауреат 2011 года

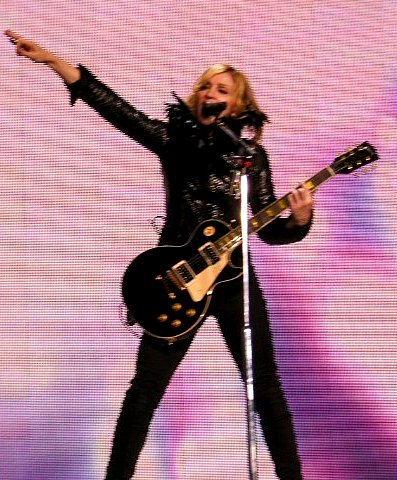
Мадонна, лауреат 2007 года, первая артистка, одержавшая победу в этой категории

| 2005 | Basement Jaxx (Саймон Рэтклифф и Феликс Бакстон)                                                                        | Великобритания | Kish Kash                                    | - The Crystal Method — Legion of Boom - Пол Окенфолд — Creamfields - The Prodigy — Always Outnumbered, Never Outgunned - Пол ван Дайк — Reflections                             | [ 4 ] |
| 2006 | The Chemical Brothers (Том Роулендс и Эд Саймонс); — звукоинженер: Стив Джонс.                                          | Великобритания | Push The Button                              | - Daft Punk — Human After All - Kraftwerk — Minimum-Maximum - Fatboy Slim — Palookaville - LCD Soundsystem — LCD Soundsystem                                                    | [ 4 ] |
| 2007 | Мадонна; — звукоинженер: Спайк Сент; — продюсер: Стюарт Прайс.                                                          | США            | Confessions on a Dance Floor                 | - Goldfrapp — Supernature - Пол Окенфолд — A Lively Mind - Pet Shop Boys — Fundamental - Zero 7 — The Garden                                                                    | [ 4 ] |
| 2008 | The Chemical Brothers (Том Роулендс и Эд Саймонс); — звукоинженер: Стив Джонс.                                          | Великобритания | We Are the Night                             | - Justice — Cross - LCD Soundsystem — Sound of Silver - Shiny Toy Guns — We Are Pilots - Tiësto — Elements of Life                                                              | [ 4 ] |
| 2009 | Daft Punk (Тома Бангальтер и Ги-Мануэль де Омем-Кристо); — звукоинженер: Питер Франко.                                  | Франция        | Alive 2007                                   | - Brazilian Girls — New York City - Синди Лопер — Bring Ya to the Brink - Кайли Миноуг — X - Моби — Last Night - Робин — Robyn                                                  | [ 4 ] |
| 2010 | Леди Гага — звукоинженер: Роберт Ортон.                                                                                 | США            | The Fame                                     | - The Crystal Method — Divided by Night - Дэвид Гетта — One Love - LMFAO — Party Rock - Pet Shop Boys — Yes                                                                     | [ 4 ] |
| 2011 | La Roux (Элли Джексон и Бен Ленгмейд); — звукоинженеры: Ян Шервин, Джон Ханс и Сербан Генеа.                            | Великобритания | La Roux                                      | - BT — These Hopeful Machines - The Chemical Brothers — Further - Goldfrapp — Head First - Groove Armada — Black Light                                                          | [ 4 ] |
| 2012 | Скриллекс | США            | Scary Monsters and Nice Sprites              | - Cut Copy — Zonoscope - Deadmau5 — 4×4=12 - Дэвид Гетта — Nothing but the Beat - Робин — Body Talk Pt. 3                                                                       | [ 4 ] |
| 2013 | Скриллекс | США            | Bangarang                                    | - Стив Аоки — Wonderland - The Chemical Brothers — Don't Think - deadmau5 — > album title goes here < - Kaskade — Fire & Ice                                                    | [ 4 ] |
| 2014 | Daft Punk (Тома Бангальтер и Ги-Мануэль де Омем-Кристо); — звукоинженеры: Питер Франко, Мик Газааски и Флориан Лагатта. | Франция        | Random Access Memories                       | - Disclosure — Settle - Calvin Harris — 18 Months - Kaskade — Atmosphere - Pretty Lights — A Color Map of the Sun                                                               | [ 4 ] |
| 2015 | Aphex Twin | США            | Syro                                         | - Deadmau5 — while(1<2) - Little Dragon — Nabuma Rubberband - Röyksopp и Робин — Do It Again - Mat Zo — Damage Control                                                          | [ 4 ] |
| 2016 | Jack Ü (Дипло и Скриллекс)                                                                                              | США            | Skrillex and Diplo Present Jack Ü            | - Карибу — Our Love - The Chemical Brothers — Born in the Echoes - Disclosure — Caracal - Jamie xx — In Colour                                                                  | [ 4 ] |
| 2017 | Flume | Австралия      | Skin                                         | - Жан-Мишель Жарр — Electronica 1: The Time Machine - Tycho — Epoch - Underworld — Barbara Barbara, We Face a Shining Future - Little Louie Vega — Louie Vega Starring...XXVIII | [ 4 ] |
| 2018 | Kraftwerk — звукоинженер: Serge Gräfe                                                                                   | Германия       | 3-D The Catalogue                            | - Bonobo — Migration - Mura Masa — Mura Masa - ODESZA — A Moment Apart - Sylvan Esso — What Now                                                                                 | [ 4 ] |
| 2019 | Justice | Франция        | Woman Worldwide                              | - Джон Хопкинс — Singularity - Sofi Tukker — Treehouse - Sophie — Oil of Every Pearl’s Un-Insides - Tokimonsta — Lune Rouge                                                     | [ 4 ] |
| 2020 | The Chemical Brothers (Том Роулендс и Эд Саймонс)                                                                       | Великобритания | No Geography                                 | - Apparat — LP5 - Flume — Hi This Is Flume - Rüfüs Du Sol — Solace - Tycho — Weather                                                                                            | [ 4 ] |
| 2021 | Kaytranada | Канада         | Bubba                                        | - Arca — Kick I - Baauer — Planet’s Mad - Disclosure — Energy - Madeon — Good Faith                                                                                             | [ 4 ] |
| 2022 | Black Coffee | ЮАР            | Subconsciously                               | - Illenium — Fallen Embers - Major Lazer — Music Is the Weapon (Reloaded) - Marshmello — Shockwave - Sylvan Esso — Free Love - Ten City — Judgement                             | [ 4 ] |
| 2023 | Бейонсе | США            | Renaissance                                  | - Bonobo — Fragments - Diplo — Diplo - Odesza — The Last Goodbye - Rüfüs du Sol — Surrender                                                                                     | [ 4 ] |
| 2024 | Fred Again | Великобритания | Actual Life 3 (January 1 — September 9 2022) | - James Blake — Playing Robots into Heaven - The Chemical Brothers — For That Beautiful Feeling - Kx5 — Kx5 - Скриллекс — Quest for Fire                                        | [ 5 ] |
| 2025 | Charli XCX | Великобритания | Brat                                         | - Four Tet — Three - Justice — Hyperdrama - Kaytranada — Timeless - Zedd — Telos                                                                                                | [ 6 ] |

## Рекорды

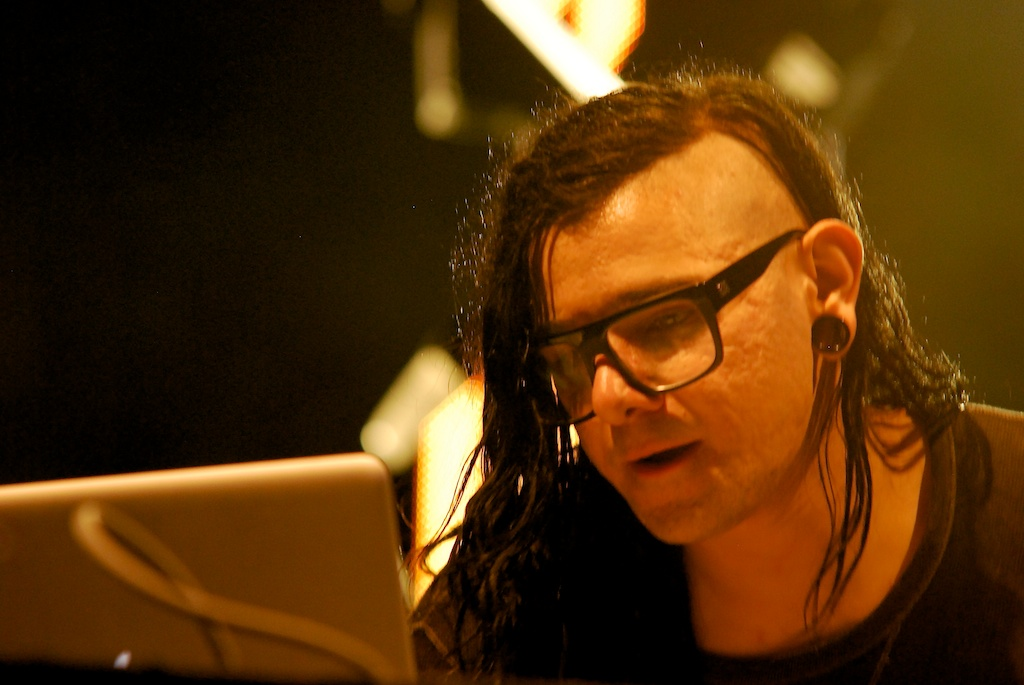
Скриллекс трижды получал «Грэмми» за «Лучший танцевальный/электронный альбом»

- Больше всего побед

| Количество побед | Три                              | Две       |
| ---------------- | -------------------------------- | --------- |
| Исполнитель      | Скриллекс, The Chemical Brothers | Daft Punk |

- Больше всего номинаций

| Количество номинаций | Семь                  | Четыре              | Три                                            | Две |
| -------------------- | --------------------- | ------------------- | ---------------------------------------------- | --- |
| Исполнитель          | The Chemical Brothers | Deadmau5, Скриллекс | Daft Punk, Disclosure, Justice, Kaskade, Робин | Bonobo, The Crystal Method, Goldfrapp, Дэвид Гетта, Дипло, Flume, Kaytranada, Kraftwerk, LCD Soundsystem, Пол Окенфолд, Odesza, Pet Shop Boys, Rüfüs Du Sol, Sylvan Esso, Tycho |